# Kaiserwald (KL)
Konzentrationslager Kaiserwald, KL Riga-Kaiserwald – niemiecki hitlerowski obóz koncentracyjny istniejący w latach 1943–1944 w okolicy miasta Ryga, na terytorium Łotwy okupowanej przez III Rzeszę.

## Historia obozu
Obóz został założony w marcu 1943 r. Część z więźniów była wykorzystywana w komandach zewnętrznych, które przekształciły się w obozy podległe KL Kaiserwald. Obozów pracy (Arbeitslager) podległych Kaiserwald było ok. 20 na całym terytorium Łotwy. Więźniowie byli wykorzystywani przez niemieckie firmy istniejące w regionie, m.in. przez Allgemeine Elektricitäts-Gesellschaft. Pracowali w kopalniach, fabrykach i hodowlach. W pewnej mierze byli również wykorzystywani w przygotowaniach do zastopowania natarcia Armii Czerwonej.
W obliczu zbliżającej się Armii Czerwonej, część więźniów została wymordowana, pozostali zaś ewakuowani do obozu koncentracyjnego na Mierzei Wiślanej KL Stutthof. Stamtąd, podczas jego likwidacji w kwietniu 1945, w tzw. „marszach śmierci”, zostali pognani na zachód. Część z nich dotarła aż w okolice Lęborka i tam została wyzwolona przez oddziały Armii Czerwonej. Wyzwoleni trafili głównie do Łodzi, która w tym czasie była centralnym punktem gromadzenia się Żydów ocalałych z Holocaustu na terenie obecnej Polski.
Komendantem obozu był od 1 października 1943 do 13 października 1944 był SS-Sturmbannführer Albert Sauer.

## Więźniowie i ofiary
Warunki życia więźniów były bardzo ciężkie, co wiązało się – poza ideologią wyniszczenia przez pracę – m.in. z trudnościami niemieckimi na froncie wschodnim. Przede wszystkim dokuczał nieustanny głód i chłód.
Pierwszymi jego więźniami było kilkuset kryminalistów niemieckich. Jednak począwszy od czerwca 1943 przytłaczająca większość więźniów pochodziła z żydowskich gett z terenów Łotwy oraz Litwy (przede wszystkim więźniowie getta w Wilnie), czasem także Generalnego Gubernatorstwa, „Kraju Warty” i Węgier.
i
W marcu 1944, w obozie głównym i podobozach znajdowało się 11 878 więźniów, mniej więcej po równo mężczyzn i kobiet. Tylko 95 osób wśród nich nie było Żydami.